# Шушинська декларація
Шушинська декларація (азерб. Müttəfiqlik Haqqında Şuşa Bəyannaməsi, тур. İttifaklık Hakkında Şuşa Beyannamesi) — союзницька декларація щодо широкого спектру двосторонньої співпраці, підписана між Туреччиною і Азербайджаном 15 червня 2021 року в місті Шуша.

## Історія
Спільна декларація про союзні відносини була підписана в Шуші 15 червня 2021 року між президентом Азербайджану Ільхамом Алієвим та президентом Туреччини Реджепом Тайїпом Ердоганом в рамках офіційного дводенного візиту останнього в Азербайджан.

## Зміст
|                | У декларації відображені важливі питання, такі як співпраця на міжнародному рівні, політичні, економічні, торгові відносини, культура, освіта, спорт, енергетична безпека, значення Південного газового коридору. Усі питання дуже важливі, але я б хотів зупинитися на двох. Це співпраця Азербайджану і Туреччини в оборонній промисловості та взаємна військова допомога |
| — Ільхам Алієв | |

Ердоган повідомив про спільні плани щодо відновлення Карабаху і заявив про намір відкрити в Шуші генеральне консульство Туреччини.
Під час зустрічі було заявлено про те, що Баку і Анкара обговорюють можливість спільних інвестицій в нафтогазові проєкти в третіх країнах, а також обговорили плани про доведення взаємного товарообігу до 15 мільярдів доларів до 2023 року.

## Реакція
МЗС Вірменії рішуче засудило підписання декларація азербайджанського і турецького президентів, виступ Ердогана в Міллі Меджлісі Азербайджану і спільний візит президентів в  місто Шуша, вважаючи його «провокацією проти безпеки та миру в регіоні».